# 岡田蓮
岡田 蓮（おかだ れん、2003年4月16日 - ）は日本のタレント、モデル。 スターレイプロダクション所属。

## 略歴
高校3年生の時、「男子高生ミスターコン2021」に出場。 2021年、ABEMAで放送された『今日、好きになりました。』花梨編、蜜柑編に出演した。

## 人物
- Instagramのフォロワーは36.8万人、TikTokは210万人(2023年11月29日時点)
- 『今日、好きになりました。蜜柑編』にて水戸由菜とカップル成立した。
- 特技はサッカーで、Jリーグ・ロアッソ熊本の下部組織出身である。また、 日本クラブユースサッカー選手権(U-18)大会に出場も経験した。ポジションはフォワード(FW)。第二期ウィナーズメンバー

## 出演

### WEB
- 今日、好きになりました。（2021年（花梨編）、2022年（蜜柑編）、ABEMA）

### WEBドラマ
- 「退屈で、何も起こらない町」[1]（2022年10月-、YouTube）光島優斗 役

### MV
- JASPĘR『Snowdrop』（2022年5月）[2]

### イベント
- 超超十代 ULTRA TEEN FES-2022（2022年3月）
- TGC teen 2022 Fukuoka（2022年5月）
- 「EXIA Presents KANSAI COLLECTION 2022 A/W」（2022年8月）
- 「TGC teen 2022 Osaka」（2022年8月）
- 「FASHION LEADERS 2022」（2022年9月)
- 「TGC teen 2022 Tokyo supported by Up-T」（2022年11月)

### モデル
- アパレルブランド「Boka nii」(2022年10月)
- Dickies 2023 SS モデル（2023年）